# Culicoides digitalis
Culicoides digitalis är en tvåvingeart som beskrevs av Remm 1973. Culicoides digitalis ingår i släktet Culicoides och familjen svidknott.
Artens utbredningsområde är Mongoliet. Inga underarter finns listade i Catalogue of Life.